# Xian KJ-2000 Mainring
Le KJ-2000 (chinois simplifié : 空警-2000 ; pinyin : Kōngjǐng Liǎngqiān ; litt. « Alerte aérienne-2000 »), nom de code OTAN : Mainring est un système de détection et de commandement aéroporté chinois comprenant des appareils électroniques et des radars de conception nationale installés sur un cellule Iliouchine Il-76.

## Développement
Le programme de développement du KJ-2000 a commencé après l'annulation de l'accord A-50I avec Israël et la Russie en juillet 2000, en raison de la forte pression américaine concernant le radar israélien qui devait être monté. La Chine a ensuite développé un AWACS domestique et le premier avion a effectué son vol inaugural en 2003.
Quatre avions KJ-2000 ont été identifiés jusqu'à présent[Quand ?], mais la production de nouveaux avions sera probablement retardée, en fonction de l'acquisition de cellules Il-76. Actuellement, l'exportateur russe de défense Rosoboronexport a imposé une hausse de prix significative sur tous les futurs Il-76 livrés à la Chine et à l'Inde malgré les contrats précédents. Les deux pays sont, en 2011, en négociation avec la Russie à ce sujet depuis début 2008.
En mars 2011, les négociations russo-chinoises ont abouti à un nouvel accord pour transférer la production d'Il-76 à des entreprises chinoises. De cette façon, on s'attend à ce que la production puisse se dérouler sans heurts pour fournir à la Chine de nouvelles cellules Il-76, tandis que la livraison des moteurs Soloviev D-30KP-2 n'est pas affectée par les problèmes récents.
En raison de sources de fournisseurs externes peu fiables, la Chine a développé une sauvegarde connue sous le nom de KJ-200 en installant un système simplifié à bord du Shaanxi Y-8. Cet avion a une configuration similaire à celle du KJ-2000 et se caractérise par la configuration à triple empennage (un grand et deux petits).

## Conception
L'AWACS chinois est équipé d'un radar à réseau phasé (PAR) transporté dans un radôme rond. Contrairement aux avions AWACS américains, qui font pivoter leurs rotodomes pour offrir une couverture à 360 degrés, l'antenne radar des AWACS chinois ne tourne pas. Au lieu de cela, trois modules d'antenne PAR sont placés dans une configuration triangulaire à l'intérieur du radôme rond pour fournir une couverture à 360 degrés. Le radar tridimensionnel à impulsions Doppler multifonction a été développé par le NII (Nanjing Electronic Technology Research Institute) et est conçu pour détecter et suivre des cibles aériennes et de surface.
Il fonctionne dans la gamme de fréquences de 1200 à 1 400 MHz. Le système d'antenne se compose de trois réseaux phasés, situés dans un disque de 14 mètres de diamètre (46 pieds). En revanche, le russe Beriev A-50 et l'américain Boeing E-3 Sentry utilisent un disque de 9 mètres de diamètre (30 pieds). Chaque réseau phasé a un champ de vision de 120 degrés. La portée maximale de détection des cibles aériennes est de 470 km (290 mi). L'A-50I de l'Inde fabriqué par Israël a adopté sa conception et est entré en service plus tard que le KJ-2000 (service 2004) en 2009.

### KJ-3000
Une nouvelle variante avec un radar fixe de nouvelle génération aurait été repérée en 2013. Mais le premier vol de cet appareil utilisant la cellule du Xian Y-20B a officiellement lieu le 20 novembre 2024.

## Historique opérationnel

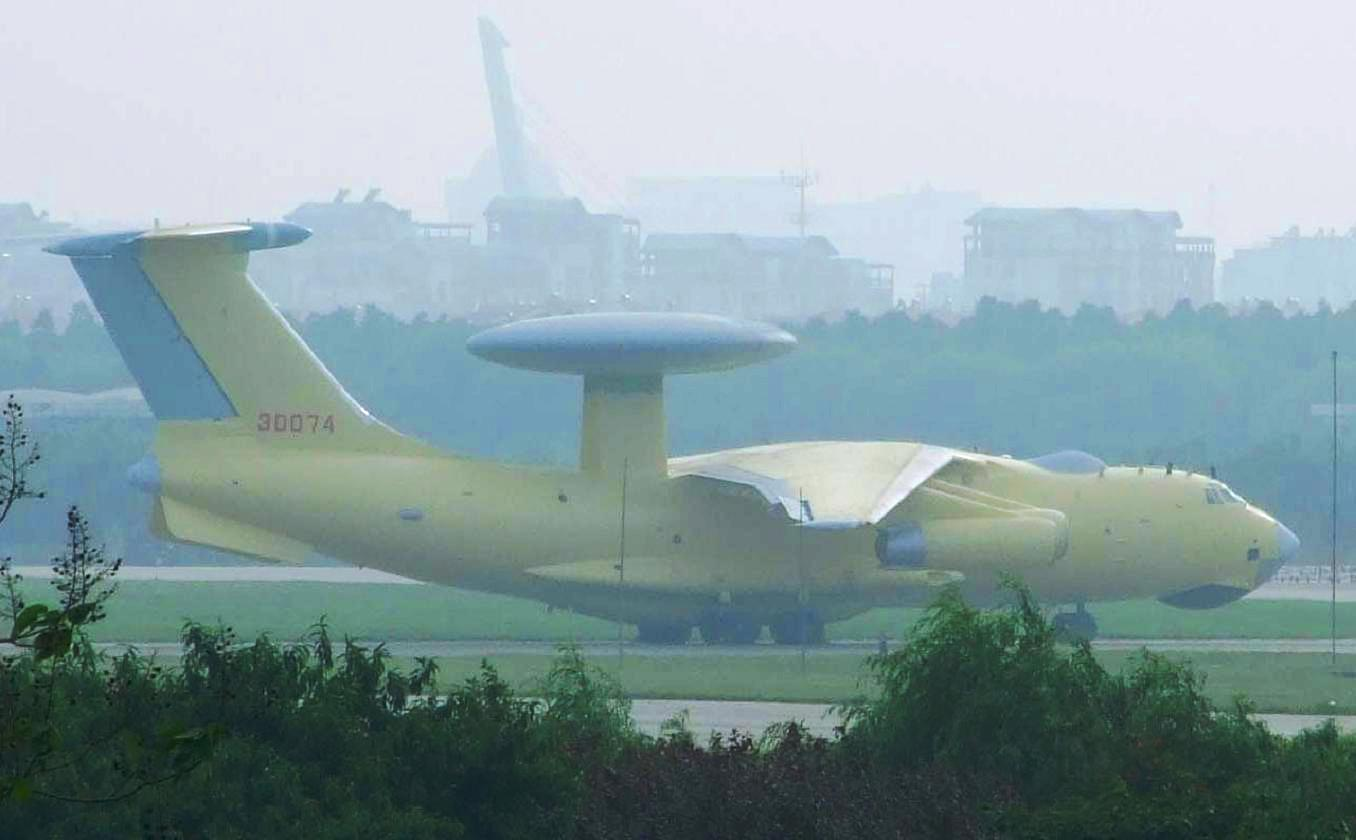
Un KJ-2000 en 2008

Le premier régiment AWACS de la PLAAF a été établi sur un petit aérodrome éloigné du sud de la Chine, pour des raisons de sécurité, à la fin de 2004. Le commandant nommé au régiment était Zhang Guangjian (张广建), un pilote avec plus de 6 000 heures de vol sur divers avions. y compris l'Il-76. La base a été reconstruite et rééquipée pour gérer le KJ-2000, dont le premier a atteint la base en 2005. Une flotte mixte de KJ-2000 et du plus petit KJ-200 a été exploitée à la base.
En 2013, un exercice de couverture de 24 heures a eu lieu à l'aide de trois KJ-2000 qui couvraient le nord-ouest de la Chine, la mer de Chine orientale et la mer de Chine méridionale.
Étant donné que les Il-76 sont fournis par la Russie et que leur nombre est limité, la Chine cherche à remplacer la plateforme de l'Il-76 actuellement utilisée par le KJ-2000 par le Xian Y-20. Le premier vol de cette version a lieu le 20 novembre 2024.

## Utilisateurs
- Chine
  - Zhōngguó Rénmín Jiěfàngjūn Kōngjūn

## Caractéristiques
Les paramètres de performance limités du KJ-2000 ont été publiés comme suit :
- Vitesse max (km/h): 850
- Portée maximale (km): 5500
- Endurance maximale (h): 12
- Masse au décollage (t): 175
- Portée contre des cibles de la taille d'un chasseur (km): 470
- Portée contre les missiles balistiques (km): 1200
- Nombre maximum de cibles pouvant être suivies simultanément : 100